# Соуза, Одаир
Одаи́р Со́уза, более известный по прозвищу Нене́н (порт.-браз. Odair Souza; Neném; 4 февраля 1982, Урубиси, штат Санта-Катарина) — бразильский футболист, полузащитник, наиболее известный по выступлениям за бразильский «Шапекоэнсе».

## Биография
Одаир Соуза родился в городе Урубиси на западе штата Санта-Катарина. Футболом начал заниматься в другом городе своего штата, Пальосе, в местной команде «Гуарани». В начале 2000-х годов проходил стажировку в академиях «Атлетико Паранаэнсе» и «Фигейренсе». Дебютировал за «Гуарани» во взрослом футболе в 2003 году. Выступал за эту команду неполные три года, причём в 2003 и 2004 годах отдавался в аренду в «Гояс» и «Лондрину».
В 2005 году стал игроком одного из ведущих клубов своего штата, «Крисиумы». За «тигров» Ненен выступал четыре года, и также дважды отдавался в аренду — в СЭР Кашиас в 2006 году и «Веранополис» в 2008 году.
С 2009 года выступает за «Шапекоэнсе», который на тот момент выступал в Серии D чемпионата Бразилии. В первый же год помог команде занять третье место и подняться в Серию C. Во второй половине 2010 года вновь выступал в Серии D за «Лондрину» на правах аренды, после чего вернулся в Шапеко. Ненен с «Шапекоэнсе» прошёл весь путь от низшего профессионального дивизиона до элитной Серии A. В 2012 году команда сумела занять третье место в Серии C и получить путёвку в Серию B. В следующем году «Шапекоэнсе» стал вице-чемпионом уже в Серии B. С 2014 года Ненен вместе со своей командой стал играть уже в Серии A. За время, проведённое в «Шапекоэнсе», игрок дважды выигрывал чемпионат штата Санта-Катарина, в 2015 году дебютировал на международной арене в рамках Южноамериканского кубка.
В 2016 году стал редко попадать в состав «Шапе». В розыгрыше Южноамериканского кубка 2016 провёл один матч против «Куябы». Команда в итоге сумела впервые в своей истории выйти в финал международного турнира. 28 ноября 2016 года большая часть основы «Шапекоэнсе» разбилась при падении самолёта BAe 146 рейса 2933 во время полёта из Санта-Круса (Боливия) в Медельин (Колумбия) на первую игру финала ЮАК. Ненен не был включён в заявку на матч и не полетел с командой. Позже КОНМЕБОЛ присудила победу в турнире «Шапекоэнсе».
В 2017 году Ненен остался одним из немногих игроков прошлогоднего состава «Шапекоэнсе», который продолжает играть в команде, причём в начале сезона 35-летний ветеран довольно часто появляется в основном составе команды.
31 декабря 2018 года контракт Ненена с «Шапекоэнсе» подошёл к концу.

## Титулы и достижения
- Чемпион штата Санта-Катарина (3): 2011, 2016, 2017
- Вице-чемпион Бразилии в Серии B (1): 2013
- Обладатель Южноамериканского кубка (1): 2016
- Первый полевой игрок, сыгравший за одну команду в четырёх профессиональных дивизионах чемпионата Бразилии (такого же достижения добился вратарь «Шапекоэнсе» Нивалдо)[1]